# Stanisław Herburt
Stanisław Herburt (ur. 1524, zm. 1584) – kasztelan lwowski i przemyski (1571), podkomorzy przemyski, starosta samborski (1569–1584) i drohobycki, żupnik ruski, (łac. Stanislaus Herborth de Fulstin castellanus Leopoliensis, capitaneus Samboriensis et Drohobicensis atque zupparius terrarum Russiae).

## Życiorys
Był synem Jana Herburta podkomorzego przemyskiego i Jadwigi córki Piotra Chwala z Rozlowa, dziedzica na Pełniatyczach.
Był członkiem komisji do rewizji królewszczyzn na sejmie 1563/1564 roku.
Był sygnatariuszem aktu unii lubelskiej 1569 roku. Podpisał konfederację warszawską 1573 roku. Był marszałkiem sejmików województwa ruskiego w 1573 i 1577 roku. W 1573 roku potwierdził elekcję Henryka III Walezego na króla Polski. Sędzia sądów generalnych województwa ruskiego w 1575 roku. W 1575 roku podpisał elekcję cesarza Maksymiliana II Habsburga.
W roku 1566 Zygmunt August wynagrodził Stanisława Herburta za wierną służbę oraz usługi wojenne pozwalając zamienić wieś Dobromil (własność Herburtów) na miasto z prawem magdeburskim, ok. roku 1584 wybudował tam murowany zamek. Z Dobromila pochodzi jedna z gałęzi Herburtów – Dobromilscy. Stanisław Herburt jest również jednym z fundatorów unickiego monasteru według reguły św. Bazylego. Wnętrza świątyni przyozdobione są wizerunkami Herburtów. Stanisław Herburt był właścicielem dóbr: Suszicza, Linina, Strzelbicza, Wola Strzelbiczka, Welosniowa Wolia, Smolna, Zalukiecz, Opaka, Stronna, Podbusz, Jaszienicza, Nohoiowicze, Niedwiadza, Luzek, Bronnicza, Jakubowa Wola, Drozow, Bikow, Bilina i Tatary. Po siostrze Barbarze Kmicie z Herburtów odziedziczył dobra w Bieszczadach: Wetlinę, Jaworzec, Lutowiska, Beniową, Uherce, Ustianową i Zatwarnicę. 
Żonaty z Katarzyną z Barzich. Miał trzech synów i trzy córki: Stanisław, Piotr, Erazm, Anna Uchańska, Katarzyna (pierwsza małżonka Mikołaja Jazłowieckiego, zaślubiny 1 lipca 1582 w parafii samborskiej), Dorota Sieniawska (żona Jana, wojewodzica ruskiego).
Rodzeństwo:
- Jan Herburt kasztelan sanocki,
- Walenty Herburt (1524–1584) biskup przemyski,
- Mikołaj Herburt (1524–1593) kasztelan przemyski,
- Marcin Herburt,
- Barbara Kmita z Herburtów, żona marszałka wielkiego koronnego Piotra Kmity